# Amlikon
Amlikon (toponimo tedesco) è una frazione del comune svizzero di Amlikon-Bissegg, nel Canton Turgovia (distretto di Weinfelden).

## Storia

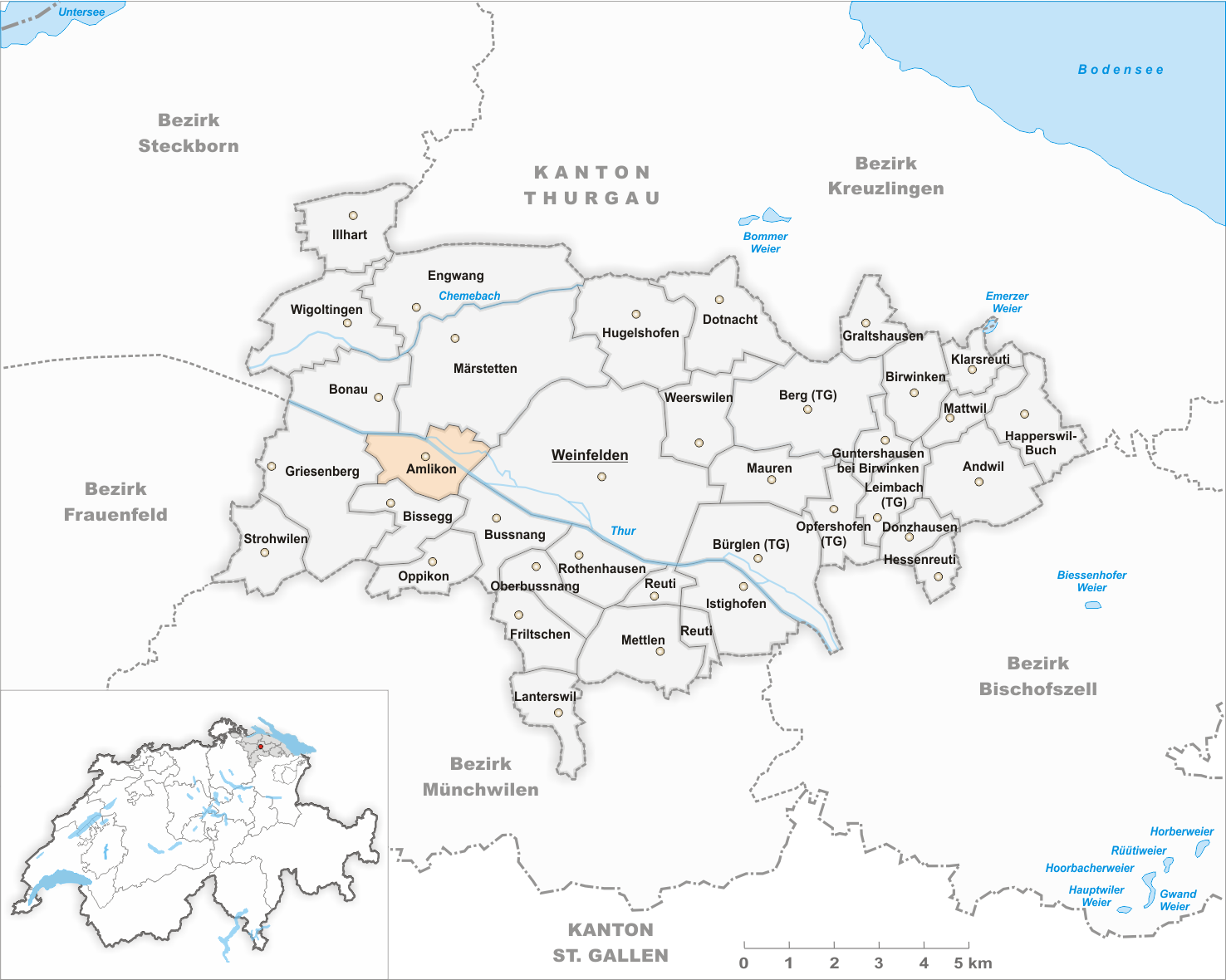
Il territorio del comune di Amlikon prima degli accorpamenti comunali del 1995

Già comune autonomo (Ortsgemeinde e Munizipalgemeinde), nel 1995 è stato accorpato agli altri comuni soppressi di Bissegg, Griesenberg e Strohwilen per formare il nuovo comune di Amlikon-Bissegg.

## Società

### Evoluzione demografica
L'evoluzione demografica è riportata nella seguente tabella:
Abitanti censiti

## Amministrazione
Ogni famiglia originaria del luogo fa parte del cosiddetto comune patriziale e ha la responsabilità della manutenzione di ogni bene ricadente all'interno dei confini della frazione.